# نادي دبي لكرة السلة
نادي دبي لكرة السلة هو فريق كرة سلة إماراتي للمحترفين مقره في دبي. تأسس الفريق في عام 2024، ويشارك في الدوري الأدرياتيكي بدءًا من موسم 2024-2025.

## التاريخ
بدأت الشائعات حول انضمام فريق مقره دبي إلى الدوري الأوروبي لكرة السلة في 2022، وتم تأكيد المحادثات في يناير 2024. في 19 مارس 2024، أعلنت رابطة الدوري الأدرياتيكي رسميًا انضمام نادي دبي لكرة السلة إلى الدوري للمواسم الثلاثة المقبلة، بدءًا من عام 2024. تشير التقارير إلى أن فرق الدوري ستحصل على 2.5 مليون يورو سنويًا من دبي، إلى جانب تحملها جميع نفقات السفر. تم التعاقد مع جوريكا جوليماك كأول مدرب رئيسي للفريق، بينما كان نيت ماسون أول لاعب يتم التعاقد معه رسميًا. في وقت لاحق من الصيف، أعلن النادي أن حلبة كوكا كولا التي تتسع لـ 17 ألف متفرج سيكون بمثابة الملعب الرئيسي للفريق.
في 22 سبتمبر 2024، لعب نادي دبي مباراته الأولى في الدوري الأدرياتيكي، وتمكن من هزيمة النجم الأحمر على أرضه.

## القائمة الحالية

### مخطط العمق
| Pos. | Starting 5      | مقعد 1            | Bench 2            |  |  |
| ---- | --------------- | ----------------- | ------------------ |  |  |
| C    | ليون رادوشيفيتش | أحمد الدويري      | بورا يسار          |  |  |
| PF   | دافيس بيرتانز   | جاكوري ويليامز    |                    |  |  |
| SF   | أودو أباس       | نيمانيا دانجوبيتش |                    |  |  |
| SG   | كليمن بربليتش   | دانيلو أندوشيتش   | ثيردي رافينا       |  |  |
| PG   | أيزاياه تايلور  | نات ماسون         | أليكسا يوسكوكوفيتش |  |  |